# Dolský Mlýn (Růžová)
Dolský Mlýn (deutsch Grundmühle) ist eine Wüstung in Tschechien. Sie gehört zur Gemeinde Růžová im Okres Děčín und liegt 800 m südlich von Vysoká Lípa in der Kamnitzklamm an einem Kreuzungspunkt mehrerer Wanderwege durch die Böhmische Schweiz.

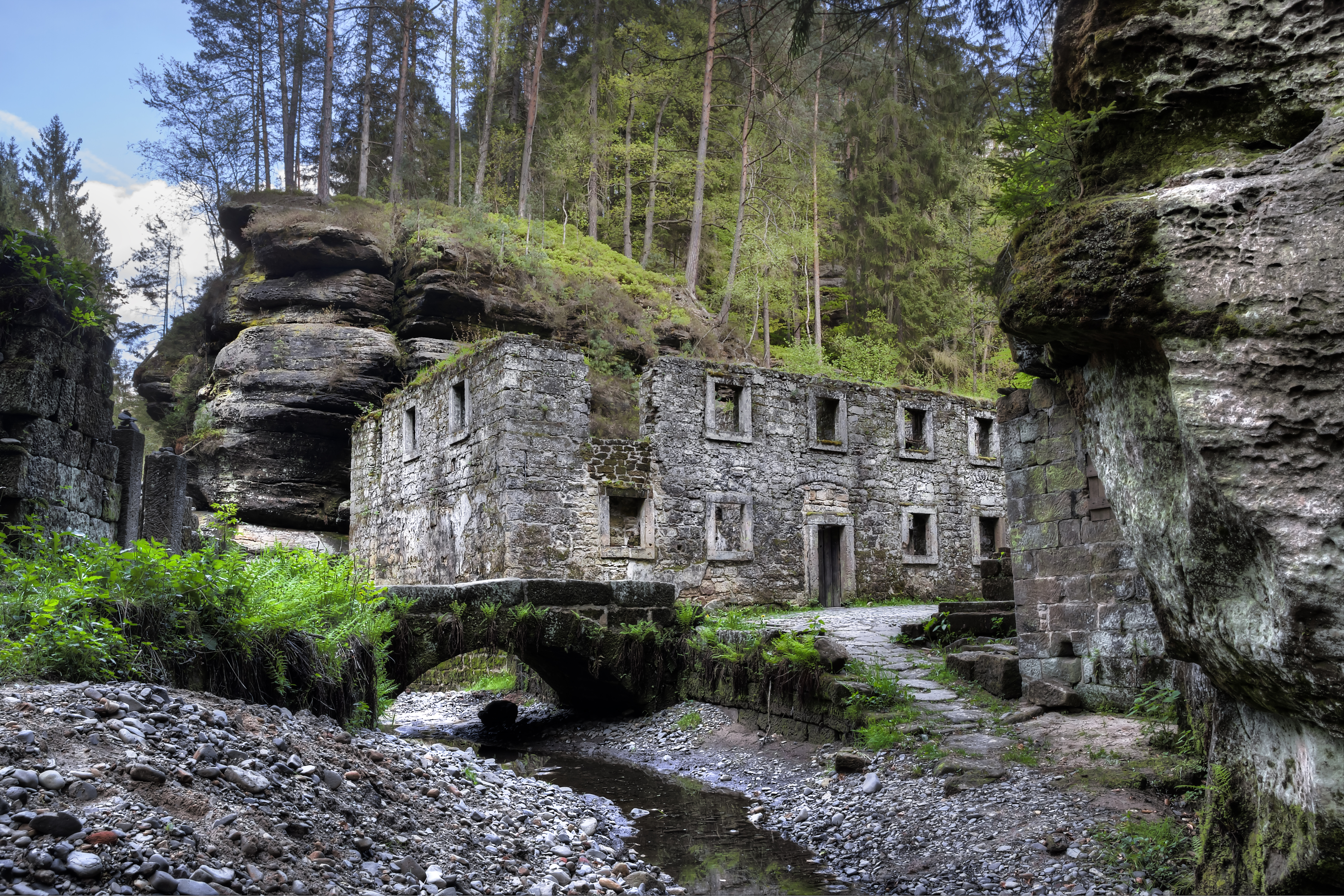
Ruine der Grundmühle (2013)

## Geographie
Grundmühle befindet sich an der Einmündung der Jetřichovická Bělá (Biele) in die Kamenice (Kamnitz) zwischen der Ferdinandsklamm und der Wilden Klamm. Südwestlich erhebt sich der Růžovský vrch (Rosenberg, 619 m). Umliegende Orte sind Vysoká Lípa im Norden, Jetřichovice im Osten, Všemilské Planině und Všemily im Südosten, Srbská Kamenice im Süden, Růžová im Westen sowie Kamenická Stráň.

## Geschichte

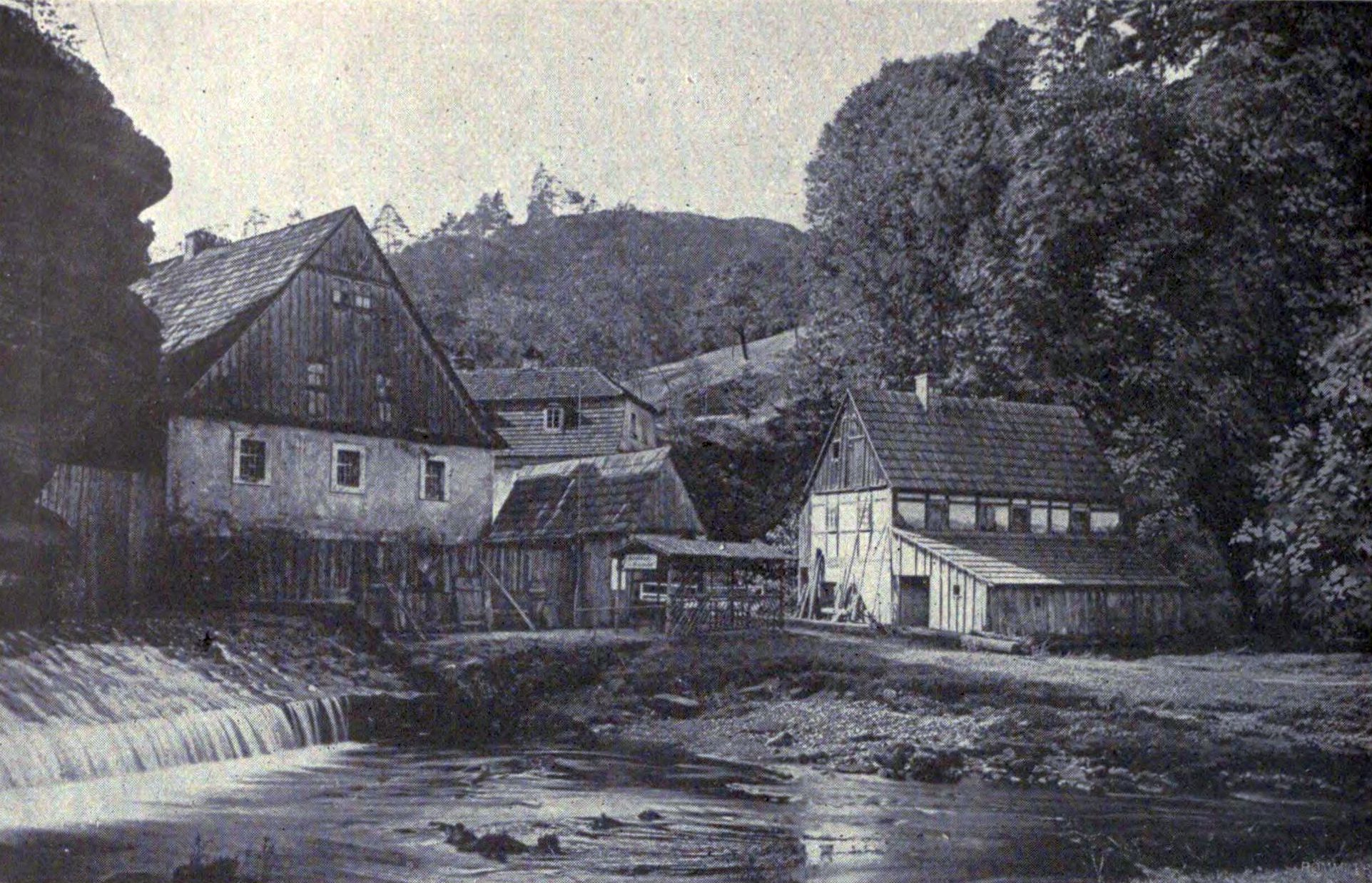
Grundmühle um 1900

Eine Mühle in der Kamnitzklamm wurde vermutlich zur Zeit der Besiedlung der Herrschaft Scharfenstein unter den Herren von Michelsberg angelegt. Sie entstand an der alten Böhmerstraße von Tetschen nach Bautzen, die von Kamnitzleiten durch die Klamm führte. Der älteste schriftliche Nachweis über die herrschaftliche Mühle erfolgte 1515 beim Verkauf der Herrschaft Scharfenstein durch Nikolaus III. Trčka von Lípa an Hans von Salhausen auf Wehlen. Ihr Mühlrecht umfasste die Wirtschaften von Hohenleipa und Kamnitzleiten und wurde später noch auf die Gärtner von Rosendorf ausgedehnt. Die Nutzung der Kamnitz für die herrschaftliche Holzflößerei führte zu Beeinträchtigungen des Mühlenbetriebs. Seit 1545 war neben der Mühle in der Klamm auch ein Gärtner ansässig. Unter den Herren von Salhausen wurde die Grundmühle 1584 der Herrschaft Bensen angeschlossen. Bei der Teilung der Bensener Herrschaft unter der Familie Clary-Aldringen ging die Grundmühle an die neue Herrschaft Binsdorf über. 1696 verkaufte Johann Georg Reichsgraf von Clary-Aldringen die Grundmühle an den Müller Johann Christoph Pohl. 1727 erfolgte ein barocker Umbau der Mühle.
1743 regelte die Binsdorfer Herrschaft mit dem Müller Pohl in einem Vertrag die Reduzierung der Wasserzufuhr zum Aufschlaggraben während der Flößzeiten. Da Pohl dadurch zur Einstellung des Mühlbetriebes gezwungen war, erhielt er als Ausgleich des Recht zur Branntweinherstellung und zum Schank Binsdorfer Bieres. 1787 bestand die Ansiedlung aus vier Häusern. Im 19. Jahrhundert wurde die Produktion von Wagenschmiere aufgenommen. 1814 wurden die Gebäude um eine Brennerei und Bäckerei erweitert. Fünf Jahre später wurde die Mühle umgebaut und die rechts der Mühle gelegene Bäckerei um ein Fachwerkgeschoss erhöht. Im Jahre 1834 hatte Grundmühle 24 Einwohner und bestand aus drei Häusern. Die Mahlmühle und Branntweinbrennerei gehörten zur Herrschaft Binsdorf, ein dazu gekommenes „Chaluppengütchen“  zur Herrschaft Kamnitz. Weil der Schmuggel über die böhmisch-sächsische Grenze starke Ausmaße erlangt hatte, wurde 1845 die Mühle erneut baulich verändert und ein Aufenthalt für die k.k. Finanzwache geschaffen.

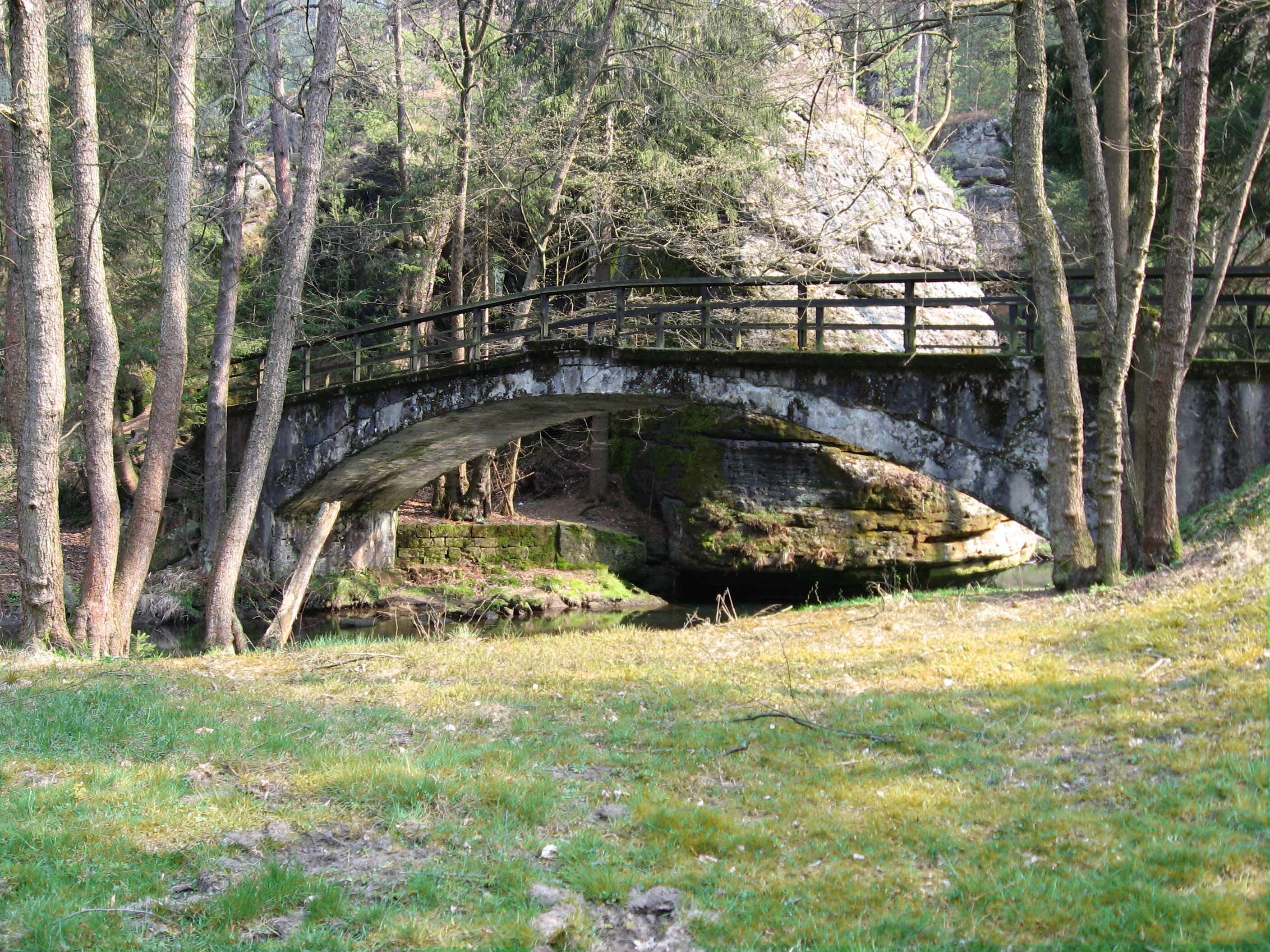
Stahlbetonbrücke an der Königsfichte

Nach der Aufhebung der Patrimonialherrschaften gehörten ab 1850 drei Häuser von Grundmühle zur Gemeinde Rosendorf und eines zur Gemeinde Windisch Kamnitz in der Bezirkshauptmannschaft Tetschen/Děčín. Mit der Bildung der Gemeinde Kamnitzleiten wurden die drei Häuser an diese Gemeinde angeschlossen. Zwischen 1877 und 1878 betrieb Ignaz Fiedler aus Windisch Kamnitz zwischen seinem Haus und der Grundmühle eine Wildwasserkahnfahrt durch die Klamm, die von Ausflüglern und Naturfreunden gut angenommen wurde. Nachdem der österreichische Thronfolger Erzherzog Franz Ferdinand von Österreich-Este während eines Besuches bei Edmund Moritz Fürst von Clary und Aldringen am 4. April 1881 die Klamm bis zur Grundmühle auf einem Kahn befahren hatte, wurde sie ihm zu Ehren als Ferdinandsklamm benannt. Nachfolgend wurden die Bootsfahrten bis zum Grundmühlenwehr wieder aufgenommen und die Grundmühle zu einem der beliebtesten Ausflugsziele der Böhmischen Schweiz. 1888 erhielt die Familie Pohl die Konzession zur Führung einer Schankwirtschaft. 1890 wurde die Mühle und Bäckerei an Josef Wanitschek verpachtet. Nachdem der Mühlenbesitzer Franz Pohl 1929 verstorben war, erbte seine Tochter Marie Dinnebier die Mühle. 1931 ging der Müller Franz Wilhelm Wirzam, der die Mühle seit 1929 gepachtet hatte, in Konkurs. Die Mühle wurde danach an Josef Nickel verpachtet, der den Mühlenbetrieb jedoch nicht wieder aufnahm. Die Kaluppe wurde bis 1945 als Gasthaus betrieben. Nach der Vertreibung der Deutschen aus der Tschechoslowakei blieb die Ansiedlung Dolský Mlýn ab 1946 verlassen, „wenige Jahre“ genügten „zur fortschreitenden Zerstörung von einigen Jahrhunderten menschlicher Tätigkeit“. Die seit dem Ausbruch des Zweiten Weltkrieges eingestellte Kahnfahrt auf der Ferdinandsklamm wurde nicht wieder aufgenommen.
Die Grundmühle war Drehort des 1952 entstandenen tschechoslowakischen Märchenfilmes Pyšná princezna (Die stolze Prinzessin). Im Jahre 2008 wurde dort auch für den Märchenfilm Ztracený princ gedreht.
Dolský Mlýn gehört heute zum Kataster von Kamenická Stráň in der Gemeinde Růžová. Durch die Bürgerinitiative zur Rettung und Sicherung des Kulturdenkmals Dolský mlýn werden seit 2008 Bausicherungsarbeiten an den Ruinen durchgeführt.
Flussaufwärts befindet sich in der Klamm die Königsfichte (Královský smrk). Hier führt eine Stahlbetonbrücke über die Kamenice. Das 1902 errichtete Bauwerk war die erste in Stahlbetonbauweise errichtete Brücke in Böhmen.
Auf der westlich der Brücke gelegenen großen Wiese findet seit längerer Zeit alljährlich in den Sommerferien ein großes Jugend-Zeltlager statt.